# Pärlgräsfjäril
Pärlgräsfjäril (Coenonympha arcania) är en fjärilsart i familjen praktfjärilar. Vingspannet varierar mellan 28 och 34 millimeter, på olika individer.

## Utseende
Hanen och honan är lika varandra. På ovansidan är framvingen orange med en bred brun ytterkant och bakvingen är gråbrun, vanligen mörkare mot ytterkanten. På undersidan är framvingen ljusare orange. I framhörnet finns en mörk fläck omgiven av ljusare orange, en så kallad ögonfläck. Ögonfläckar liknar ett öga och ska skrämma bort rovdjur som vill äta fjärilen. Undersidan av bakvingen är ljust gråbrun och har ett brett vitt band tvärs över. Längs ytterkanten finns flera ögonfläckar.
Larven är grön och har smala längsgående ljusgula och ljusgröna linjer. Den blir upp till 25 millimeter lång.

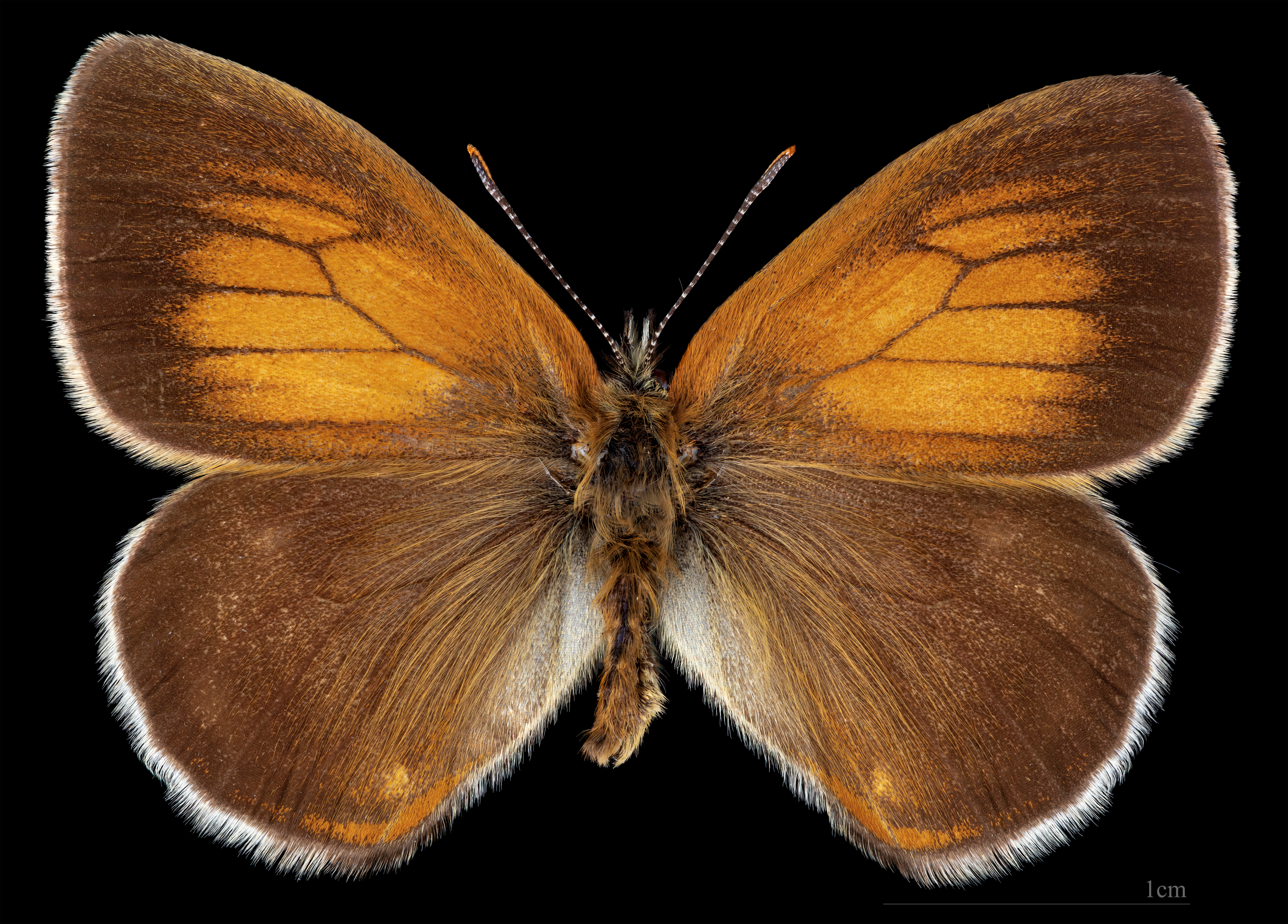
Coenonympha arcania ♂
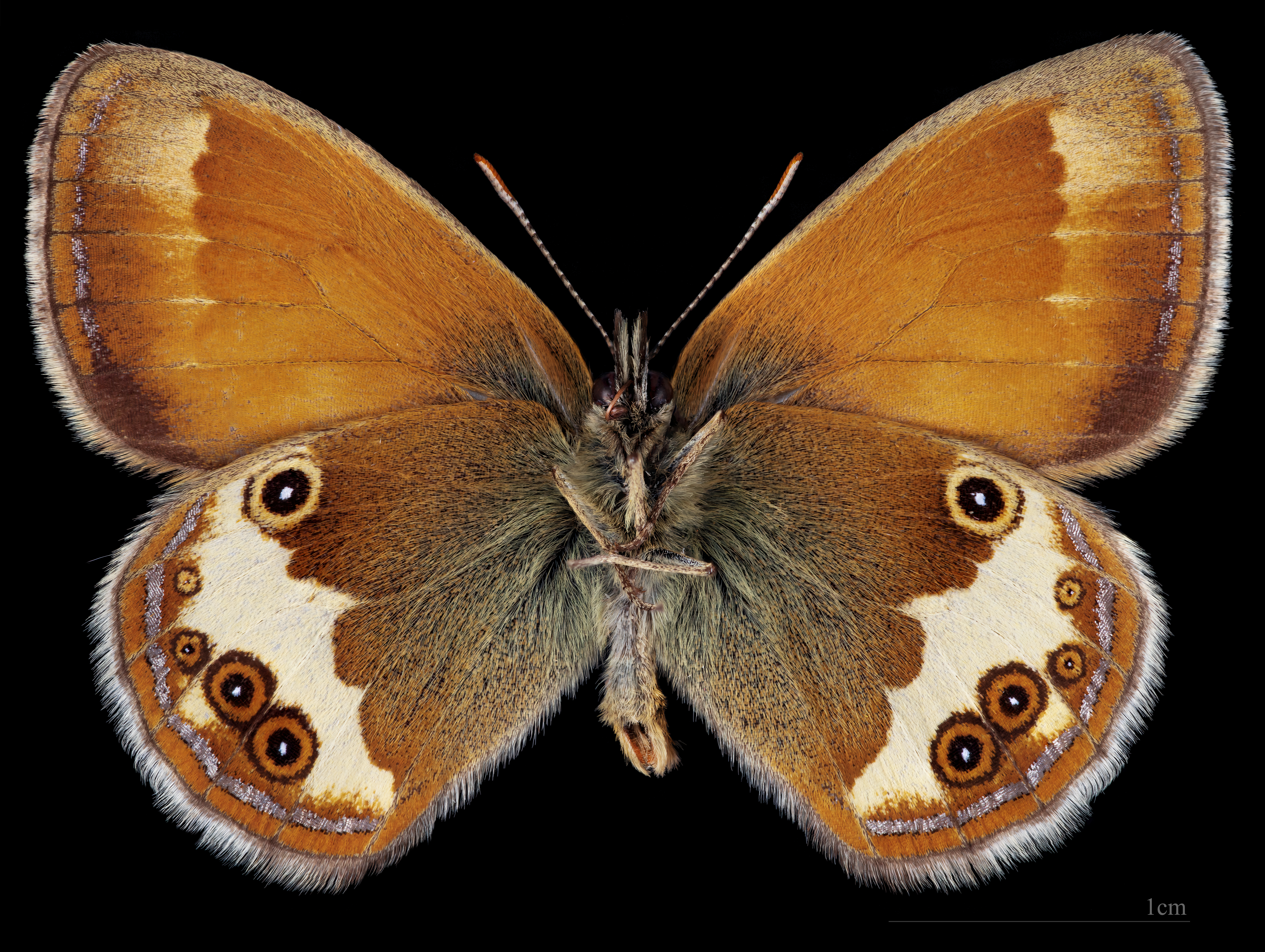
Coenonympha arcania ♂  △
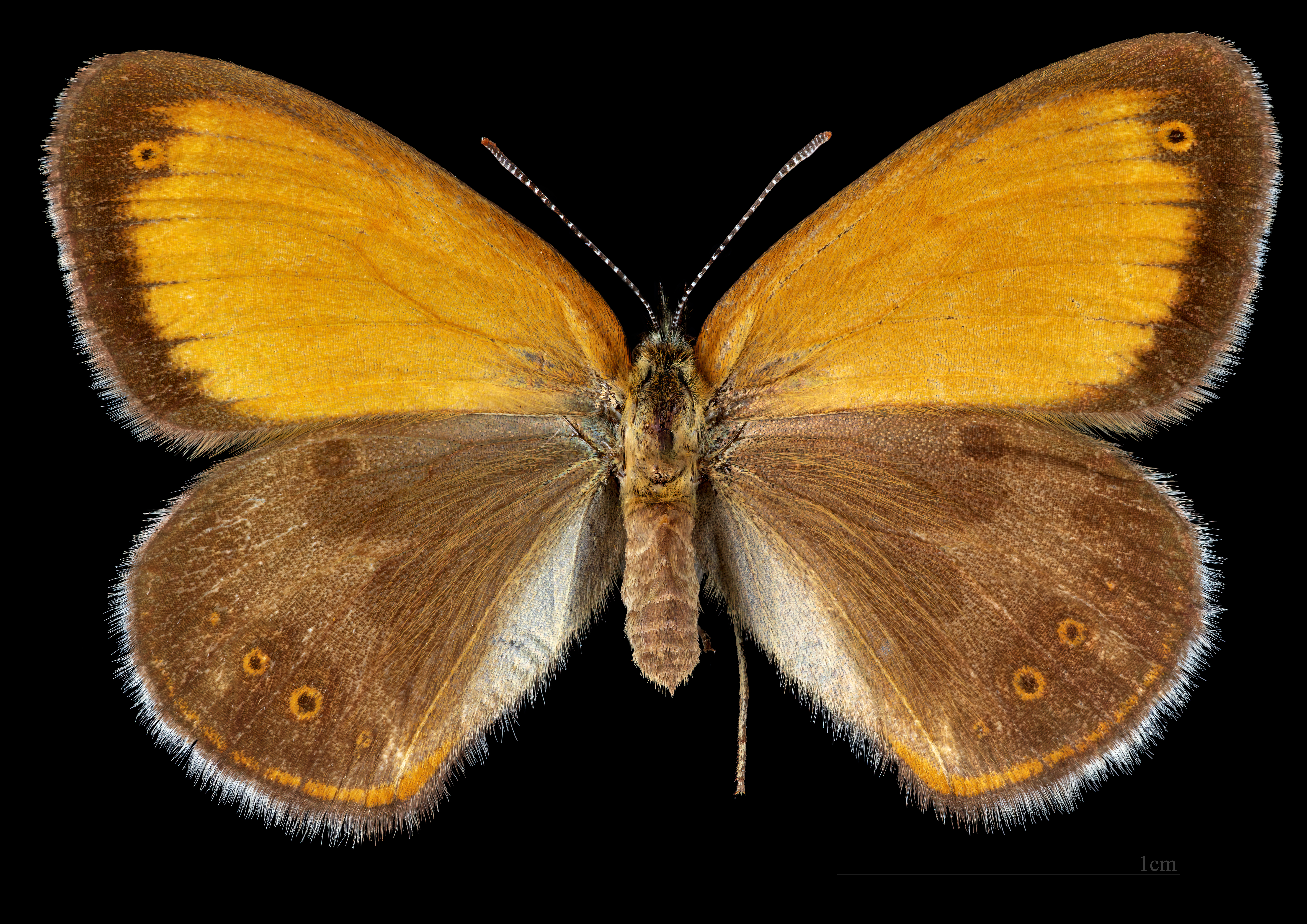
Coenonympha arcania ♀
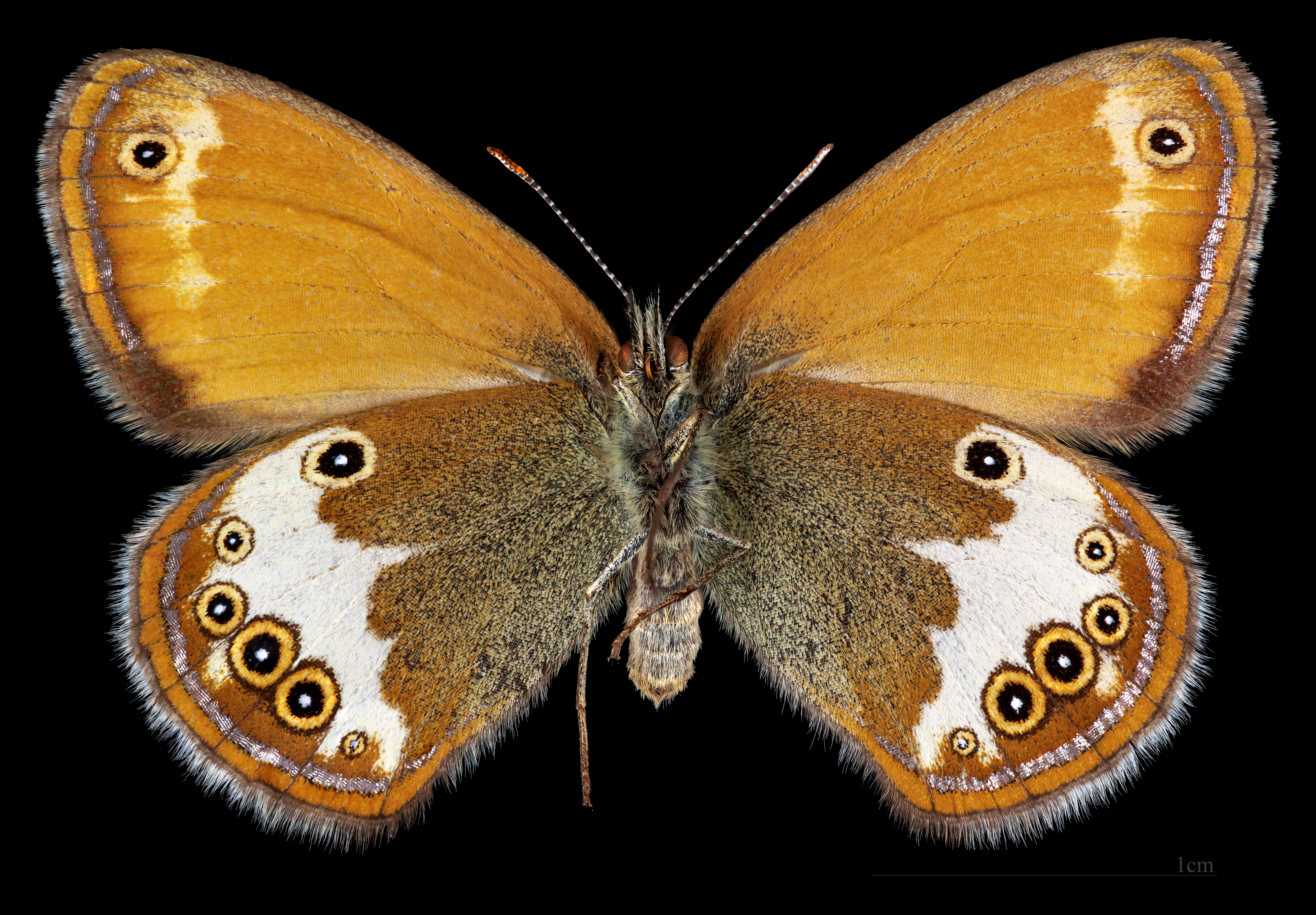
Coenonympha arcania ♀  △

## Levnadssätt
Pärlgräsfjärilens habitat är marker med gräs, till exempel skogsgläntor och ängar. Den vill ha närhet till lövskog eller gott om buskar.
Värdväxter, de växter larven lever på och äter av, är olika gräs bland annat arter i sloksläktet.
Flygtiden, den period när fjärilen är fullvuxen, imago, infaller i juni–juli.

## Utbredning
Pärlgräsfjärilens utbredningsområde är i Europa och genom Mindre Asien till södra Ryssland och Uralbergen. I Norden förekommer den lokalt i Danmark, i sydöstligaste Norge och i Sverige upp till Ångermanland, men är sällsynt i västra Götaland.